# 拉爾·比哈里
拉尔·比哈里（1955年5月6日—），又譯拉尔·贝哈里；又作拉尔·比哈里·姆里特克，是印度北方邦阿桑加爾縣阿米洛的农民和社會運動人士，曾在1975年至1994年間被宣告死亡。他與印度行政機關爭持了19年以证明他还活着。与此同时，他把“姆里特克”（मृतक，意指“死者”）加入在他的名字裏，並成立了北方邦死者協會，以使大衆關注其他像他一樣的案例。

## 生平
1975年，为了申请银行贷款，拉尔·比哈里到了位於阿桑加爾的財政部地方總部辦公室，以获得身份证明，而他當時意外地得知他已經被宣告死亡。他的叔叔贿赂了一个官員以宣告他已經死亡，而比哈里在卡利拉巴德的祖传土地的所有權將由叔叔“繼承”，該土地的测量面積小于一英亩。比哈里在其後发现了另外至少有100人在类似的情况下被宣告死亡，於是他在阿桑加爾縣成立了北方邦死者協會。他和該協會许多其他的成员有著被“繼承”了他們的財產的人士杀害的危险。目前该协会有来自印度各地超过2萬名成员。在2004年，協會設法宣布它們的其中四个成员还活着。
多年来，比哈里试图通过各种方法使大衆留意到他的情况。他曾經籌辦了自己的葬礼，並為他的妻子索取寡妇恩恤金；在1980年，他把“姆里特克”（मृतक，意指“死者”）加入在他的名字裏，並且以“死去的拉尔·比哈里”签署他的一切信函；他曾經在1989年参选總理，以嘗試阻止拉吉夫·甘地連任，但未有成功；而這一切都是为了证明他还活着。經過了漫長的法律鬥爭，在1994年，他當初的死亡宣告終於被宣告無效。
在2003年，比哈里被授予搞笑諾貝爾和平奖，表彰他的三项成就：
|  | 1. 他过着充满活力的生活，尽管从法律意义上他已经死了； 2. 他“死后”发起了一场轰轰烈烈的运动，抗议官僚主义和他贪得无厌的亲戚； 3. 他成立了死者协会。 |

虽然印度政府为他颁发了护照，但是他却遭到美国驻孟买领事馆的拒绝入境，而无法亲自到哈佛大学领奖。他的同事马杜·卡普尔（Madhu Kapoor）代表他参加颁奖典礼。颁奖嘉宾是诺贝尔奖获得者达德利·赫施巴赫。一个月后，北部邦社会党的秘书长阿玛·辛格向他转交了“搞笑诺贝尔奖”。2014年，拉尔·贝哈利參與了拉尔根杰议会议席競選。與此同時，比哈里未有停止支援其他同樣被宣告死亡的人。同年，他赞助了死者协会成員希沃杜特·亞達沃參與选举，意圖阻止時任印度总理阿塔尔·比哈里·瓦杰帕伊連任，但最终失败。
在2012年，电影監製萨蒂什·考希克计划開拍一部关于比哈里的生平和“死亡”的電影，而電影名稱為“姆里特克”（मृतक）。

## 外部連結
- "Mritak" recommended for Independence Day award （页面存档备份，存于）, The Hindu, 2006-07-04
- Singh, Abhimanyu Kumar. . Motherland. 2012-05-24, (7)  [2018-11-02]. （原始内容存档于2016-03-05）.